# 大相撲平成20年11月場所
大相撲平成20年11月場所（おおずもうへいせい20ねん11がつばしょ）は、2008年11月9日から11月23日まで福岡国際センターで開催された大相撲本場所。
幕内最高優勝は、横綱・白鵬翔（13勝2敗・3場所連続9回目）。

## 場所前の話題など
関脇・安馬が7月場所で10勝5敗、9月場所で12勝3敗と好成績を残していることから、大関獲りの場所となった。

## 番付・星取表
| 東       | 成績      | 結果             | 番付   | 西       | 成績       | 結果   |
| -------- | --------- | ---------------- | ------ | -------- | ---------- | ------ |
| 白鵬     | 13勝2敗   | 優勝             | 横綱   | 朝青龍   | 全休       |        |
| 琴光喜   | 9勝6敗    |                  | 大関   | 魁皇     | 1勝3敗11休 |        |
| 千代大海 | 8勝7敗    |                  | 大関   | 琴欧洲   | 8勝7敗     |        |
| 安馬     | 13勝2敗   | 優勝同点、技能賞 | 関脇   | 把瑠都   | 9勝6敗     |        |
| 豪栄道   | 5勝10敗   |                  | 小結   | 安美錦   | 8勝7敗     | 殊勲賞 |
| 豊ノ島   | 9勝6敗    |                  | 前頭1  | 普天王   | 5勝10敗    |        |
| 豊響     | 全休      |                  | 前頭2  | 若の里   | 6勝9敗     |        |
| 琴奨菊   | 9勝6敗    |                  | 前頭3  | 北勝力   | 5勝10敗    |        |
| 稀勢の里 | 11勝4敗   |                  | 前頭4  | 栃ノ心   | 3勝12敗    |        |
| 朝赤龍   | 5勝10敗   |                  | 前頭5  | 出島     | 6勝9敗     |        |
| 鶴竜     | 5勝6敗4休 |                  | 前頭6  | 旭天鵬   | 10勝5敗    |        |
| 雅山     | 10勝5敗   |                  | 前頭7  | 栃乃洋   | 5勝10敗    |        |
| 豪風     | 9勝6敗    |                  | 前頭8  | 垣添     | 5勝10敗    |        |
| 栃煌山   | 6勝9敗    |                  | 前頭9  | 時天空   | 7勝8敗     |        |
| 武州山   | 8勝7敗    |                  | 前頭10 | 阿覧     | 8勝7敗     |        |
| 黒海     | 9勝6敗    |                  | 前頭11 | 光龍     | 6勝9敗     |        |
| 嘉風     | 11勝4敗   | 敢闘賞           | 前頭12 | 春日錦   | 2勝3敗10休 |        |
| 将司     | 6勝9敗    |                  | 前頭13 | 玉乃島   | 6勝9敗     |        |
| 高見盛   | 10勝5敗   |                  | 前頭14 | 北太樹   | 2勝13敗    |        |
| 木村山   | 6勝9敗    |                  | 前頭15 | 豊真将   | 7勝8敗     |        |
| 土佐ノ海 | 9勝6敗    |                  | 前頭16 | 千代白鵬 | 9勝6敗     |        |

## 優勝争い
前場所途中休場の朝青龍は初日から休場し、白鵬が初日に安美錦に敗れ、黒星スタートとなった。また、大関獲りの安馬も3日目から連敗し、一時期は大関獲りが危ぶまれた。そのなかで雅山が初日から7連勝と好調で、10日目を終えて雅山と白鵬が1敗、安馬と把瑠都が2敗で追う展開となった。雅山が終盤に上位陣に当てられて脱落し、把瑠都も終盤に崩れた。12日目に白鵬と安馬の直接対決が組まれ、安馬が下手投げで勝ち両者2敗となった。最終的には両者13勝2敗同士の優勝決定戦にもつれ込み、白鵬が上手投げで勝ち3場所連続9回目の優勝を決めた。三賞は白鵬に土をつけた安美錦が殊勲賞を受賞し、13勝2敗の優勝同点だった安馬に技能賞、11勝4敗の好成績を残した嘉風に敢闘賞が贈られた。

## 各段優勝・三賞
- 幕内最高優勝　白鵬　13勝2敗（3場所連続9回目）
  - 殊勲賞：安美錦（4回目）
  - 敢闘賞：嘉風（初）
  - 技能賞：安馬（5回目）
- 十両優勝　翔天狼　12勝3敗
- 幕下優勝　琴国　7戦全勝
- 三段目優勝　乾王　7戦全勝
- 序二段優勝　慶　7戦全勝
- 序ノ口優勝　若駿河　7戦全勝

## トピック
- 関脇・安馬が13勝2敗の好成績を挙げ、白鵬との優勝決定戦には敗れたものの技能賞を獲得。直近3場所で35勝を挙げ、場所後大関に昇進した。